# Chaplain's Medal for Heroism
Chaplain's Medal for Heroism (tudi Chaplain's Medal of Honor in Four Chaplains' Medal/Medalja štirih kaplanov) je vojaško odlikovanje Oboroženih sil ZDA, ki ga je 18. januarja 1961 avtoriziral Kongres ZDA.
Odlikovanje je namenjeno spominu štirih kaplanov, ki so dali 3. februarja 1943 svoja življenja med opravljanjem dolžnosti. Medalja je oblikoval Thomas Hudson Jones iz Heraldičnega inštituta Kopenske vojske ZDA. Medaljo je družinam padlih kaplanov izročil predsednik ZDA John F. Kennedy.
Ker je bila medalja avtorizirana samo za posmrtno odlikovanje in samo za eno akcijo, jo splošno uvrščajo med spominska odlikovanja, ki se ne nosijo na vojaški uniformi. Medalja prav tako ni prisotna na nobenih seznamih razporeditve, čeprav velja, da se uvršča neposredno pod medaljo časti. Chaplain's Medal for Heroism bi tehnično lahko ponovno podelili, če bi Kongres ZDA sprejel akt, s katerim bi podelili to odlikovanje za bodoča dejanja heroizma vojaških kaplanov.

## Smrt
Kaplani, ki so vsi imeli čin poročnika, so bili metodistični duhovnik George L. Fox, judovski rabin Alexander D. Goode, rimskokatoliški duhovnik John P. Washington in reformirani duhovnik Clark V. Poling. Bili so na krovu transportne ladje USAT Dorchester, ko jo je 3. februarja 1943 zadel torpedo nemške podmornice U-223 na severnem Atlantiku. Ko se je ladja potapljala, so štirje kaplani mirili prestrašene vojake in mornarje, pomagali pri evakuaciji ladje in pomagali ranjencem, da so zapustili ladjo. Kaplani so tudi drugim dali svoje rešilne jopiče.
Vsi štirje so se januarja 1943 vkrcali na transportno ladjo USAT Dorchester, na krovu katere je bilo čez 900 vojakov na poti v Veliko Britanijo preko Grenlandije.
2. februarja 1943 je nemška podmornica U-223 opazila konvoj ladij, v kateri je plula tudi Dorchester. Približala se je konvoju in izstrelila torpedo, ki je zadel Dorchester malo po polnoči. Stotine vojakov so v paniki napolnili krov ladje in se pričeli vkrcavati na rešilne čolne. Nekaj čolnov je bilo poškodovanih in tako neuporabnih; štirje kaplani so pričeli organizirati prestrašene vojake. Pričeli so deliti rešilne jopiče iz shramb; ko jih je zmanjkalo, so se odpovedali svojim in jih dali vojakom. Potem, ko so ladjo zapustili zadnji rešilni čolni, so kaplani ostali na krovu s preostalimi vojaki, ki niso uspeli zapustiti ladje in jih vodili v molitev. 27 minut po udaru torpeda je Dorchester potonil s 672 ljudmi na krovu. Preživeli so nazadnje videli štiri kaplane, ko so stali na krovu, držeč se za roke in v molitvi.